# Канделария (Канарские острова)
Канделария (исп. Candelaria) — муниципалитет в Испании, входит в провинцию Санта-Крус-де-Тенерифе в составе автономного сообщества Канария (Канарские острова). Находится на острове Тенерифе. Занимает площадь 49,52 км². Население 26 290 человек (на 2013 год).
Во времена независимости гуанчей Канделария располагалась на территории королевства (менсеята) Гуимар, завоёванного испанцами в 1494-96 гг. На сегодняшний день Канделария является главным центром католической церкви Канарии и одним из основных — во всей Испании. Канделарию посещают не только тысячи паломников, но и многочисленные туристы, привлеченные возможностью увидеть святые места Тенерифе и всех Канарских островов.

## Достопримечательности
- Базилика Канделарии — храм освящён в честь Девы Марии — Богоматери Канделарии, покровительницы Канарских островов[5] и является крупнейшим святилищем на Канарских островах[6]. Храм основан в 1672 году, сильно пострадал от пожаров в 1789 и 1826 гг.[7]. Нынешняя базилика возведена в 1949—1959 гг. Храм является центром массового паломничества.
- Пласа-де-ла-Патрона-де-Канариас — большая площадь рядом с базиликой, которую ежегодно посещают тысячи паломников. На Менсейской набережной (см. ниже), окаймляющей площадь, стоят огромные статуи последних вождей аборигенов острова — гуанчей.
- Куэва-де-Сан-Блас — пещера, где гуанчи поклонялись Богородице, пока не был построен храм. Она находится позади базилики и площади.
- Менсейская набережная — Её украшают бронзовые памятники Бенехаро II и ещё восьмерым королям (менсеям) гуанчей, которые возглавили отчаянное сопротивление испанскому вторжению на остров Тенерифе в 1494-96 гг. Взоры бронзовых менсеев[8], которым изменило военное счастье, устремлены на храм Небесной Заступницы многострадального острова…

## Население
| Год  | Численность | Численность   |
| ---- | ----------- | ------------- |
| 2001 | 13 595      | [ 9 ]         |
| 2002 | 15 980      | [ 10 ]        |
| 2004 | 19 197      | [ 11 ]        |
| 2005 | 20 628      | [ 12 ]        |
| 2006 | 21 415      | [ 13 ]        |
| 2007 | 22 477      | [ 14 ]        |
| 2008 | 23 394      | [ 15 ]        |
| 2009 | 24 319      | [ 16 ]        |
| 2010 | 25 140      | [ 17 ]        |
| 2011 | 25 957      | [ 18 ]        |
| 2012 | 26 290      | [ 19 ]        |
| 2013 | 26 134      | [ 20 ]        |
| 2014 | 26 543      | [ 21 ]        |
| 2015 | 26 490      | [ 22 ]        |
| 2016 | 26 746      | [ 23 ]        |
| 2017 | 27 149      | [ 24 ]        |
| 2018 | 27 641      | [ 25 ] [ 26 ] |
| 2019 | 27 985      | [ 27 ]        |
| 2020 | 28 383      | [ 28 ]        |
| 2021 | 28 463      | [ 29 ]        |
| 2022 | 28 485      | [ 30 ]        |
| 2023 | 28 694      | [ 31 ]        |
| 2024 | 28 795      | [ 2 ]         |

## Города-побратимы
- Арафо, Испания
- Гуимар, Испания
- Терор, Испания

## Галерея

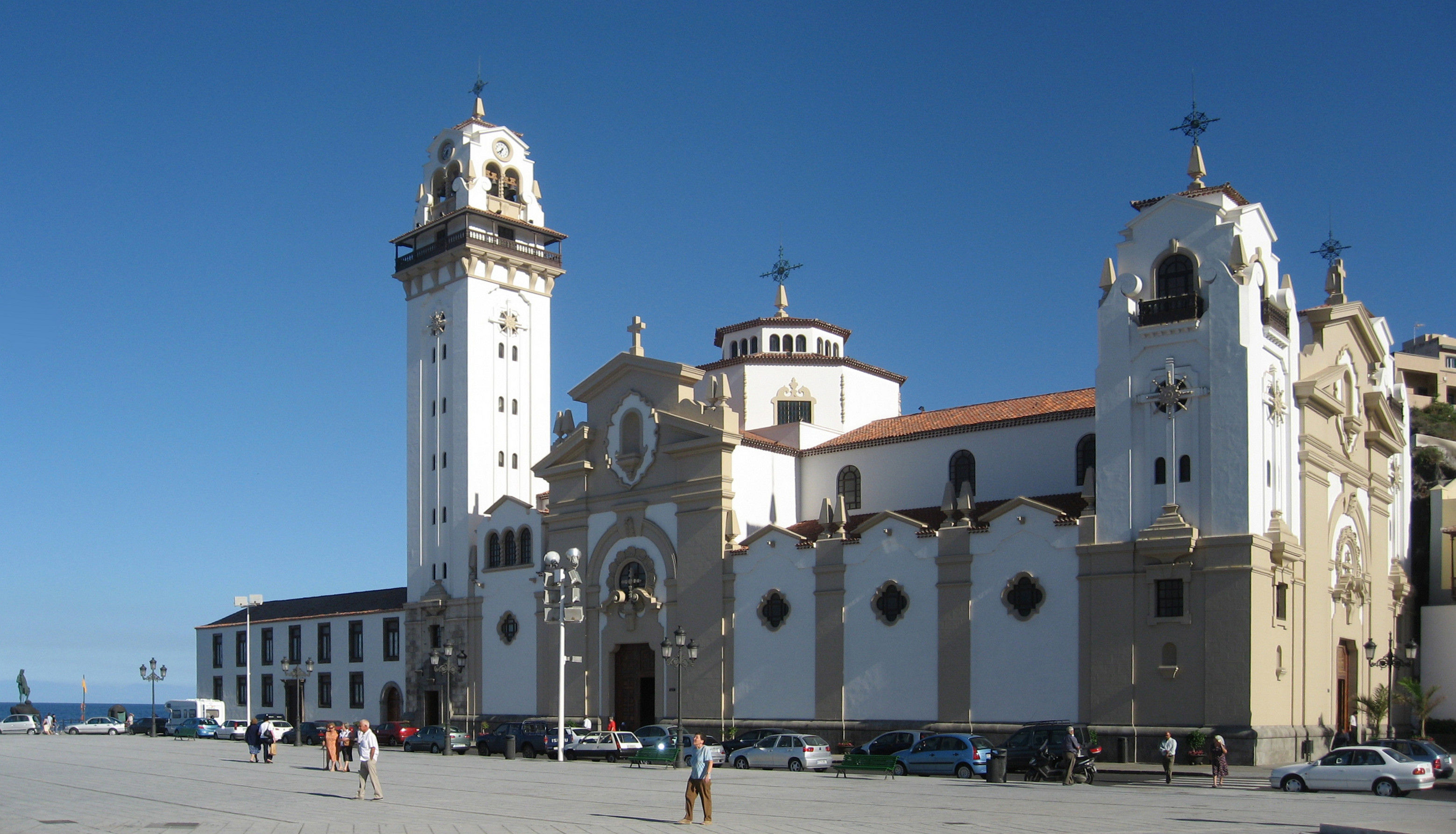
Базилика с колокольней
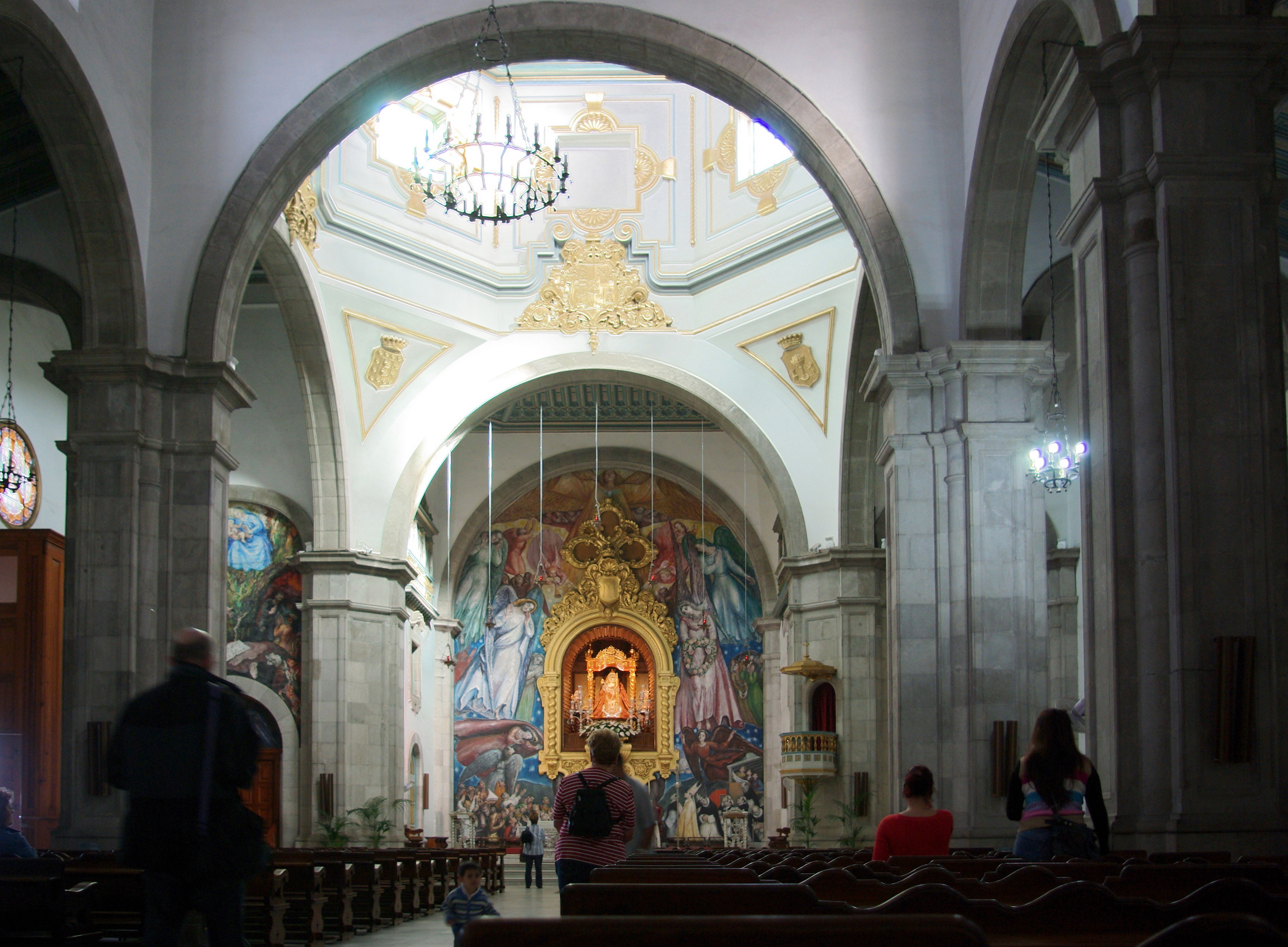
Канделария, базилика - интерьер
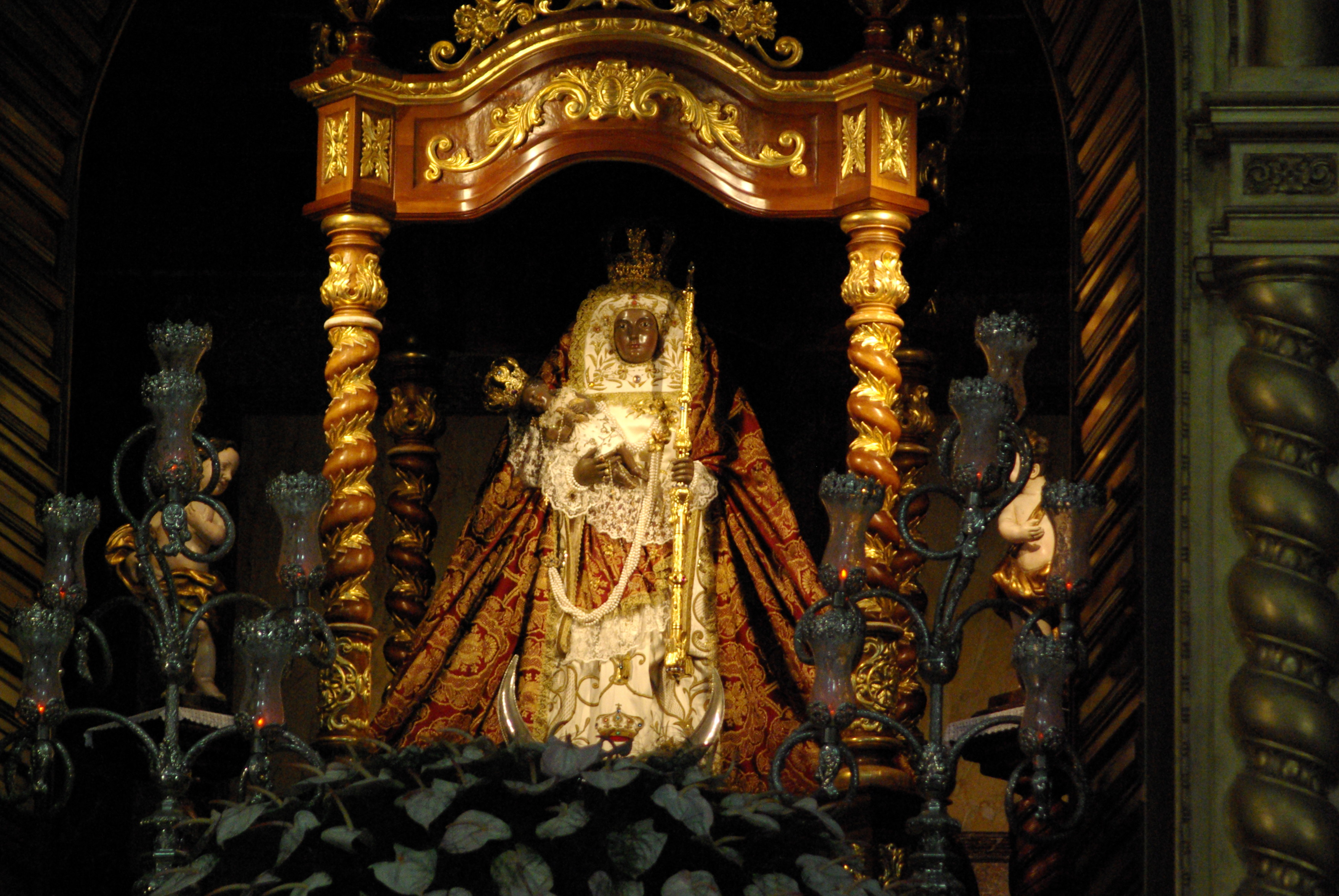
Богоматерь Канделария (покровительница Канарских островов), интерьер
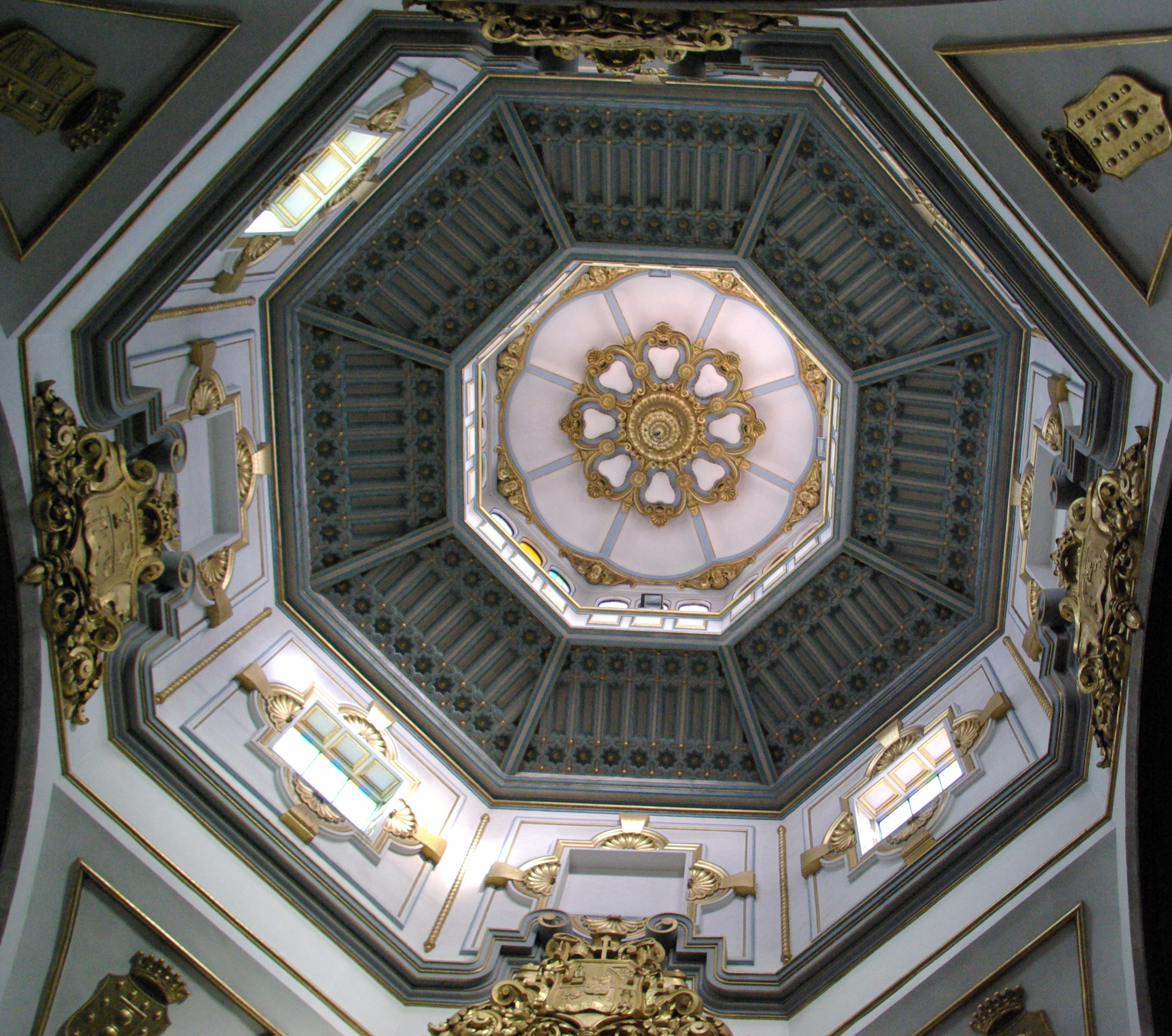
Храм - купол
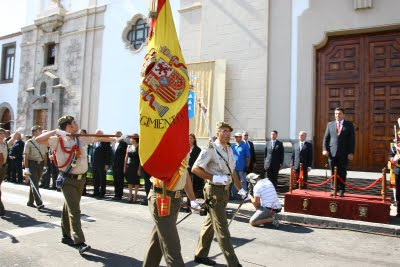
Военный парад во время праздника
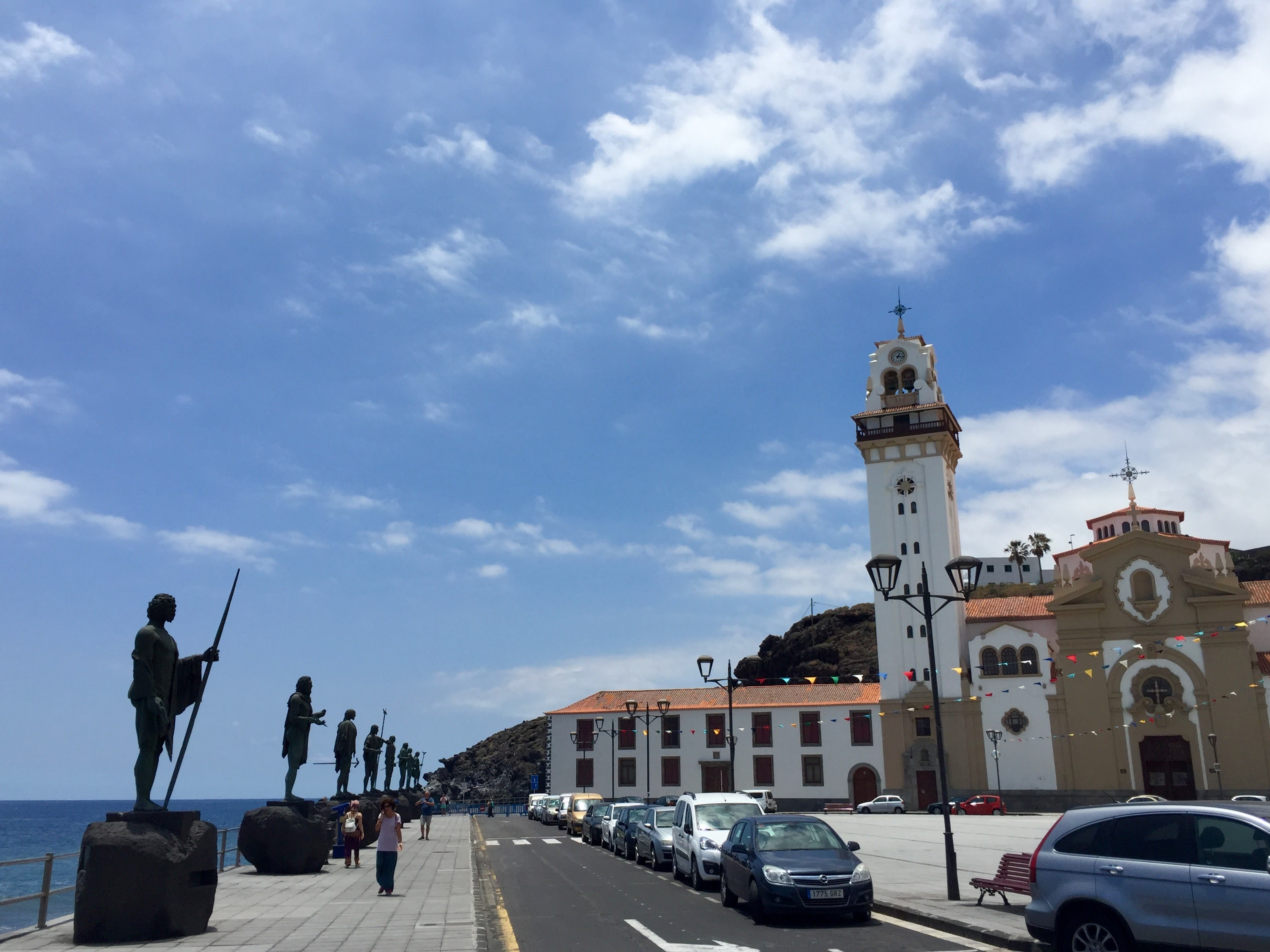
Статуи вождей гуанчей на Менсейской набережной
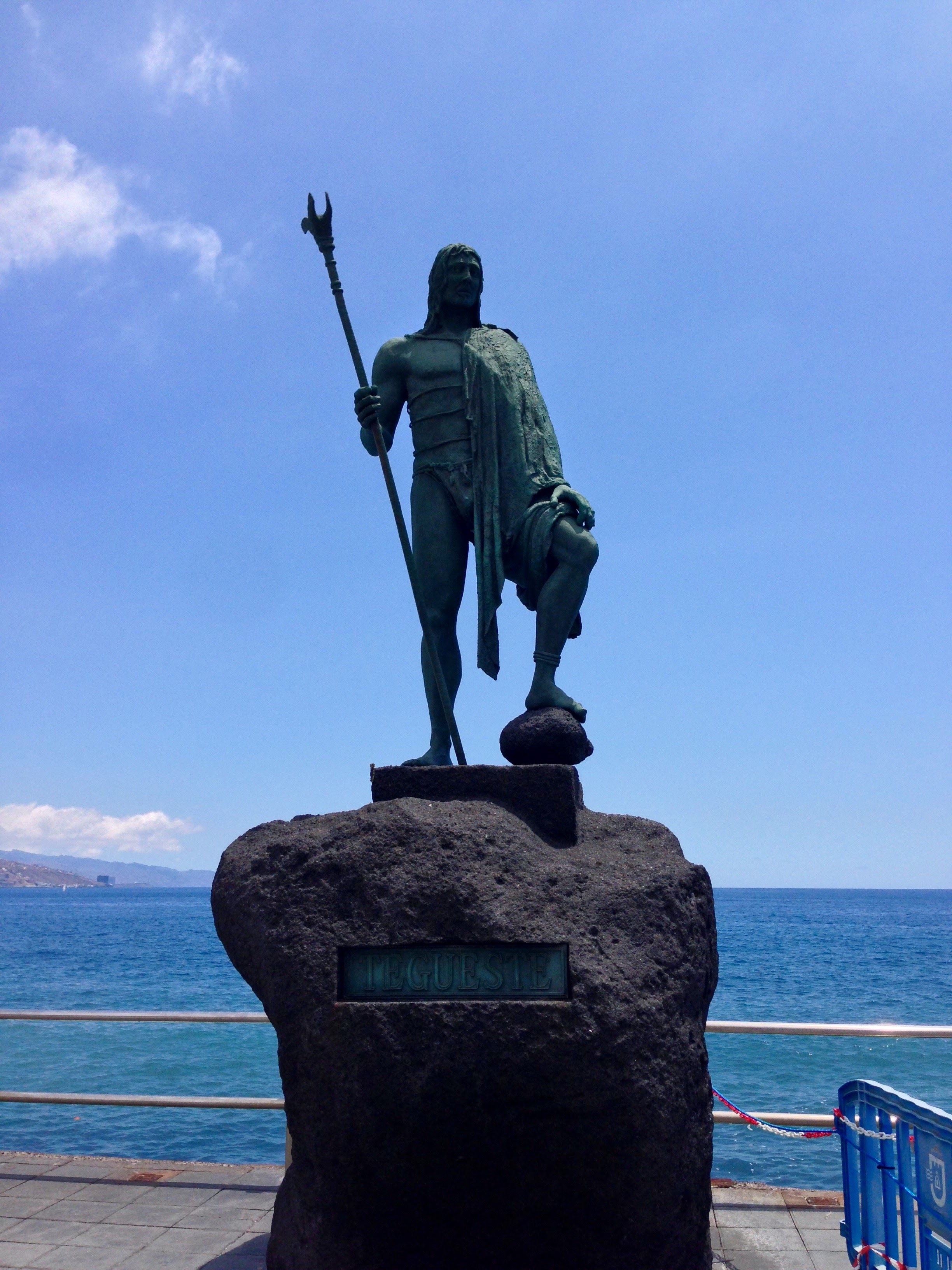
Тегесте, менсей провинции Тегесте
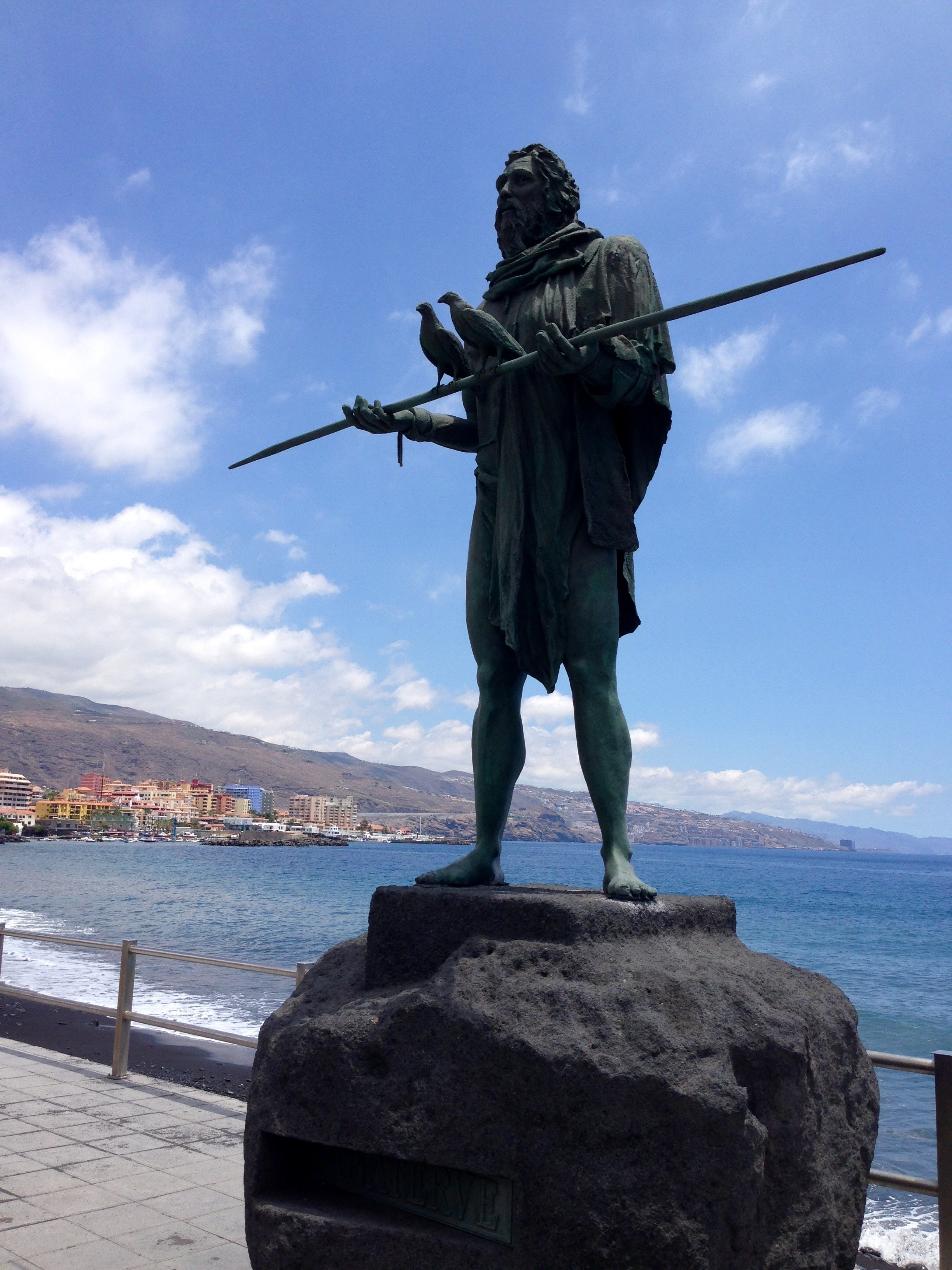
Аньятерве, менсей провинции Гуимар